# Tinajo
Tinajo è un comune spagnolo di 4 512 abitanti situato nella comunità autonoma delle Canarie. In Mancha Blanca è la Eremo della Madonna Addolorata (Virgen de los Dolores), patrona dell'isola di Lanzarote.